# Tours Volley-Ball

El Tours Volley-Ball es un equipo de voleibol francés de la ciudad de Tours. 

## Historia
El equipo nace en 1988 y disputa el campeonato de Tercera División en 1989/1990. El año siguiente ascende a Primera División en 1994/1995 y gana su primera Copa de Francia en 2002/2003 después de dos derrotas en final en las temporadas 1999/2000 y 2000/2001. En la temporada 2003/2004 gana su primer campeonato y en la Champions League acaba tercera. El año siguiente gana el trofeo derrotando los griegos del Iraklis Thessaloniki por 3-1. Llega en la final de Champions también en 2006/2007 y es derrotada por los alemanes del VfB Friedrichshafen. En 2016/17 gana la Copa CEV  derrotando al Trentino Volley de Italia en la doble final; tras perder la ida por 0-3, gana la vuelta por 3-1 y el siguiente Golden Set por 15-13.

## Palmarés
- Campeonato de Francia (6)

2003/2004, 2009/2010, 2011/2012, 2012/2013, 2013/2014, 2014/2015
2º lugar (3) : 2002/2003, 2005/2006, 2010/2011
- Copa de Francia (9)

2002/2003, 2004/2005, 2005/2006, 2008/2009, 2009/2010, 2010/2011, 2012/2013, 2013/2014, 2014/2015
2º lugar (2) : 1999/2000, 2000/2001
- Supercopa de Francia (3)

2005, 2012, 2014
2º lugar (3) : 2004, 2006, 2013
- Champions League (1)

2004/2005
2º lugar (1) : 2006/2007
3º lugar (1) : 2003/2004
- Copa CEV (1)

2016/17